# Rostam und Sohrab

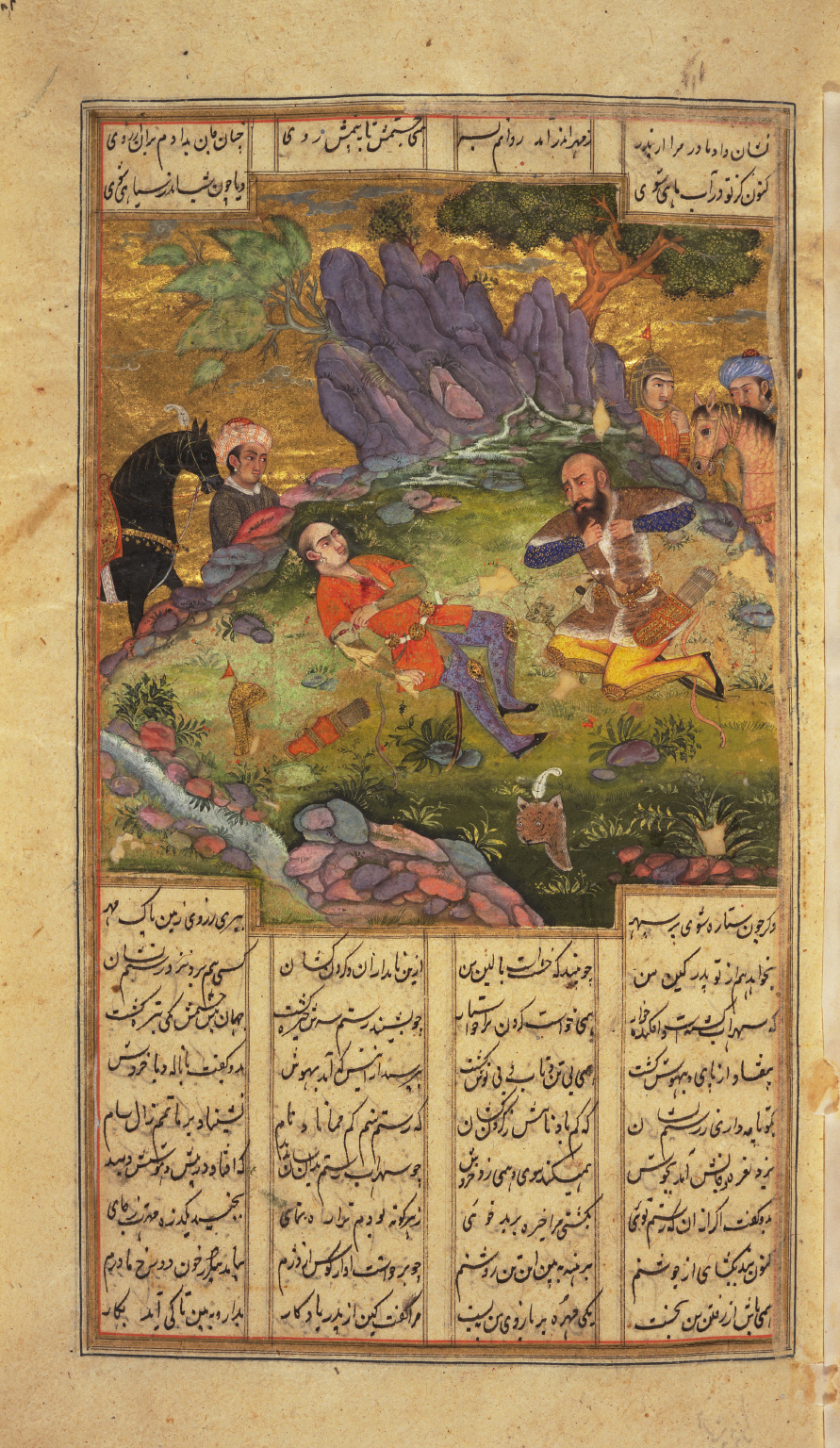
Rostam beweint Sohrab (Persische Miniaturmalerei)

Rostam und Sohrab (persisch رستم و سهراب, DMG Rostam o Sohrāb) ist eine Sage aus dem Heldenepos Schāhnāme, dem Lebenswerk des persischen Dichters Abū ʾl-Qāsim Firdausī (940/41-1020).

## Inhalt

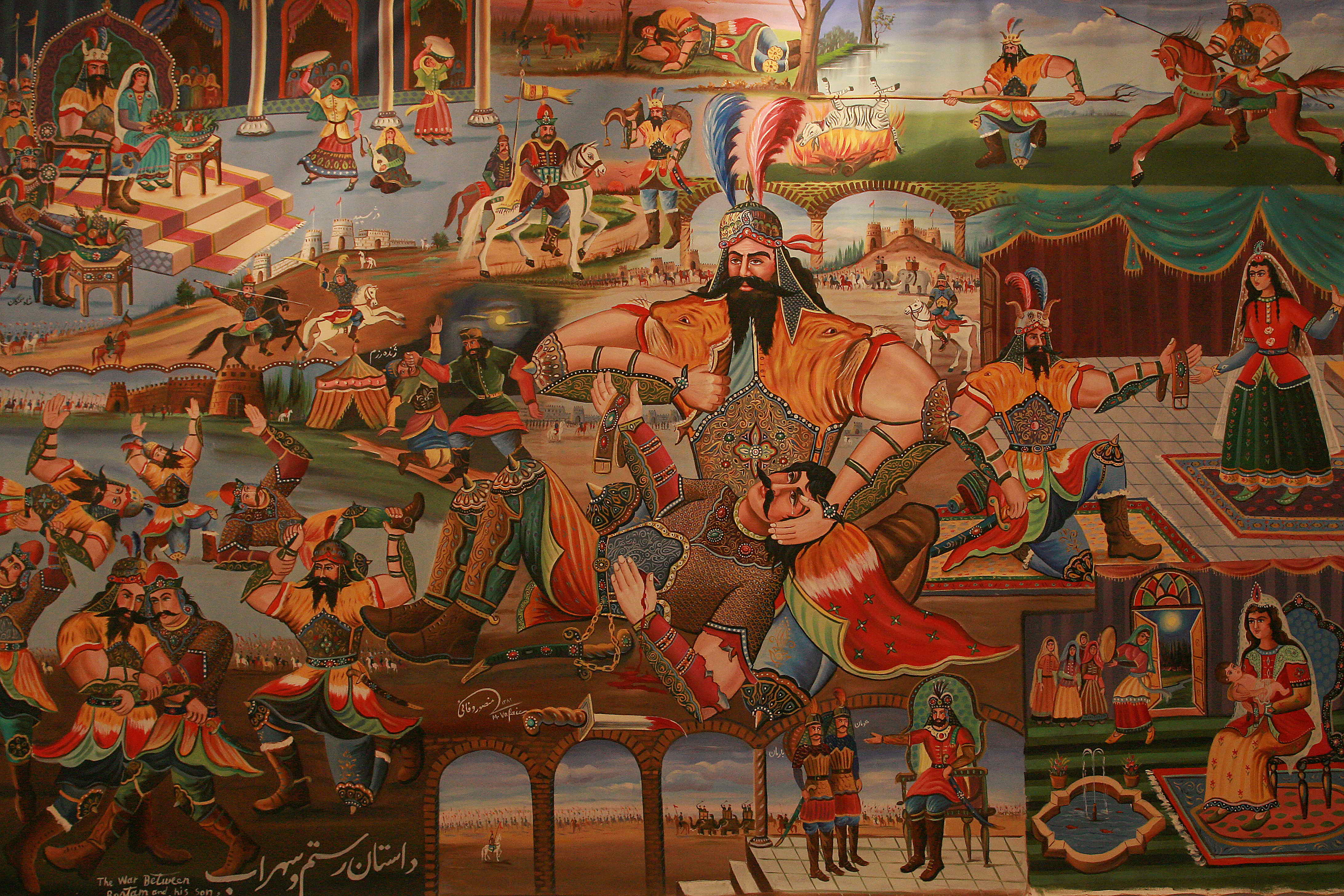
Rostam und Sohrab. Persische Kaffeehaus-Malerei.

Rostam, der größte Held des Altpersischen Reiches, begibt sich mit seinem Pferd Rachsch auf die Jagd. Dabei überschreitet er die Grenze Persiens in Richtung Turan. In der Nacht wird ihm sein Pferd gestohlen und in die nahegelegene Grenzstadt Samangan in ein Gestüt gebracht. Am andern Morgen begibt sich Rostam auf die Suche nach seinem Pferd nach Samangan. Man begrüßt ihn freudig, verspricht, sein Pferd zu suchen und gibt ihm zu Ehren ein Fest. In der Nacht kommt Tahmine, die Tochter des Königs von Samangan, in sein Schlafgemach. Rostam lässt einen zoroastrischen Priester holen und um die Hand der Tochter beim König nachfragen. Der stimmt hocherfreut über die Wahl seiner Tochter der Heirat zu. Rostam und Tahmine verbringen die Nacht zusammen. Am nächsten Tag wird Rachsch, das Pferd Rostams, gefunden. Rostam verlässt Tahmine und schenkt ihr zum Abschied einen Armreif.
Neun Monate später bringt Tahmine einen Sohn zur Welt, den sie Sohrab nennt. Der Sohn gerät ganz nach seinem Vater und ist schon als Junge im Kampf unbesiegbar. Erwachsen geworden, fragt Sohrab Tahmine nach seinem Vater. Sie verrät ihm, dass sein Vater kein Geringerer als Rostam sei, und sie übergibt ihm bei dieser Gelegenheit den Armreif, den ihr Rostam einst geschenkt hatte. Sohrab beschließt umgehend, nach Persien zu ziehen und seinen Vater zu suchen. Er bittet seinen Großvater, den König von Samangan, ihm ein Heer auszurüsten. Mit diesem Heer will er Kay Ka’us, den Schah Persiens, vom Thron stoßen und Rostam, seinen Vater, als neuen Schah einsetzen. Wenn Vater und Sohn dann vereint sind, könnten sie auch Afrasiab, den Schah von Turan, absetzen und Turan und Persien zu einem Reich vereinen.
Sohrab stellt ein Heer zusammen. Afrasiab, der von dem Heerzug Sohrabs erfährt, denkt sich einen teuflischen Plan aus. Er sendet seinen Vertrauten Baruman mit einem weiteren Heer zur Verstärkung zu Sohrab. Er will, dass Sohrab und Rostam gegeneinander kämpfen und sich gegenseitig aus dem Weg räumen. Baruman soll darauf achten, dass Sohrab seinen Vater nicht als solchen kennenlernt.
Sohrab fällt mit seinem Heer in Persien ein und erobert die Grenzburg, genannt das weiße Schloss. Dabei nimmt er Hodschir gefangen. Die Nachricht, dass Sohrab in Persien eingefallen sei, erreicht Schah Kay Ka’us. Er stellt ein Heer zusammen und lässt Rostam rufen. Der lässt sich allerdings einige Tage Zeit, bis er dem Ruf Kay Ka’us folgt, was diesen wiederum sehr verärgert. Beim Eintreffen Rostams kommt es daher zum Streit und Rostam zieht zunächst beleidigt wieder ab. Erst auf gutes Zureden der persischen Fürsten lenkt Rostam ein und führt das persische Heer an.
Als das Persische Heer beim weißen Schloss eintrifft, wird zunächst ein Lager errichtet. Sohrab lässt den gefangenen Hodschir holen und sich aus der Ferne die persische Heerführer von ihm nennen. Allein Rostam wird von Hodschir verleugnet, da er eine Falle vermutet. Er bezeichnet Rostam als einen ihm unbekannten Kämpfer, den Kay Ka’us angeworben habe. Rostam habe sich mit Kay Ka’us gestritten und nehme daher an dem Heerzug nicht teil.
Rostam begibt sich am Abend heimlich auf das weiße Schloss, um den ihm unbekannten turanischen Heerführer Sohrab aus der Nähe zu betrachten. Im Schloss erschlägt Rostam Send, den Vetter Sohrabs, der von Tahmine mitgesandt wurde, um Sohrab seinen Vater Rostam zu zeigen. Bevor er entdeckt wird, kehrt Rostam zurück ins persische Heerlager. Sohrab schwört, den Mörder seines Vetters zu rächen.
Am folgenden Tag kommt es zum ersten Aufeinandertreffen der Heere, wobei sich zunächst die beiden Anführer Rostam und Sohrab bekriegen. Rostam, der im Kampf bisher nie besiegt wurde, ist über die Kraft des Jünglings erstaunt. Sohrab, der vermutet, der Kämpfer könnte sein Vater Rostam sein, und ihn nach seinem Namen fragt, erhält von Rostam keine Antwort, da Rostam hinter der Frage eine Falle vermutet. Da keiner der beiden Kämpfer an diesem Tag den Sieg davonträgt, verabreden sie sich für einen entscheidenden Zweikampf für den kommenden Tag.
Am folgenden Tag treffen sich die beiden Kämpfer auf dem Schlachtfeld, die beiden Heere halten sich im Hintergrund. Sohrab, der in dem ihm unbekannten Kämpfer seinen Vater vermutet, spricht Rostam direkt an und bietet ihm an, auf den Kampf zu verzichten und sich friedlich zu verständigen. Doch Rostam will den Kampf. In dem nun folgenden Ringen fällt Rostam zu Boden und Sohrab zieht seinen Dolch zum tödlichen Stoß. Da kann Rostam ihn mit einer List aufhalten, indem er Sohrab davon überzeugt, dass nach einem verlorenen Zweikampf erst bei der zweiten Niederlage der tödliche Stoß gesetzt werden darf. Wenn man als Ehrenmann gelten wolle, müsse man dem zunächst unterlegenen eine zweite Chance einräumen. Sohrab lässt sich darauf ein und gibt Rostam frei.
Rostam verlässt den Kampfplatz und geht zu einem Bergbach, an dem ein Berggeist wohnt, bei dem er vor vielen Jahren einen Teil seiner übermenschlichen Kraft gelassen hat. Der Berggeist gibt ihm seine Kraft zurück und wie verjüngt stellt sich Rostam nun dem weiteren Zweikampf. Mit dieser übermenschlichen Kraft zwingt Rostam nun Sohrab zu Boden und versetzt ihm einen tödlichen Stoß mit seinem Dolch. Im Sterben eröffnet ihm Sohrab, dass er der Sohn Rostams sei, und zeigt ihm den Armreif, den ihm Tahmine als Erkennungszeichen für seinen Vater mitgegeben hat. Er droht dem ihm noch Unbekannten die tödliche Rache seines Vaters Rostam an. Rostam, entsetzt von seiner Bluttat, brüllt wie ein waidwunder Löwe und fällt in Ohnmacht. Sohrab erkennt nun, dass er von seinem eigenen Vater tödlich verwundet wurde.
Die herannahenden persischen Heerführer sind zunächst erleichtert, dass Rostam am Leben ist, werden dann aber von Rostam darüber aufgeklärt, dass er im Kampf für Persien soeben seinen Sohn erschlagen hat. Entsetzen macht sich breit. Ein Bote wird gesandt, um Kay Ka’us zu überreden, mit einem lebensrettenden Elixier Sohrab zu helfen. Doch er lehnt ab, wenn Rostam ihn nicht persönlich darum bittet. Sohrab verabschiedet sich sterbend, doch glücklich von seinem Vater Rostam. Er spricht seinen Vater von jeder Schuld an seinem Tod frei. Das Schicksal habe es so gewollt, dass er geboren wurde, um durch seinen Vater zu sterben. Er bittet den Vater, die beiden Heere ziehen zu lassen und Frieden zu halten.
Rostam bezwingt seinen Stolz und will Kay Ka’us um das Lebenselixier bitten, doch Sohrab ist in der Zwischenzeit verstorben. Nach einer bewegenden Trauerfeier lässt Rostam den Leichnam Sohrabs nach Zabulistan in seine Gruft bringen. Rostams Bruder unterrichtet Tahmine vom Tod ihres Sohnes. Er selbst wagt nicht in seine Heimat zurückzukehren und zieht in die Wüste, um zu trauern.

## Motiv in der europäischen Literatur
Die Sage vom Zweikampf zwischen Vater und Sohn ist auch in der deutschen Literatur des 9. Jahrhunderts, im sogenannten Hildebrandslied, zu finden. Das Hildebrandslied ist eines der frühesten poetischen Textzeugnisse in deutscher Sprache aus dem 9. Jahrhundert. Es ist das einzig überlieferte Textzeugnis eines Heldenlieds germanischen Typs in der deutschen Literatur und darüber hinaus generell das älteste erhaltene germanische Heldenlied. Es ist nur bruchstückhaft erhalten. Der Text bricht ab, als sich Vater und Sohn in dem Zweikampf gegenüberstehen.
Da der Schluss der Handlung nicht überliefert ist, kann nicht mit letzter Sicherheit gesagt werden, ob das Ende tragisch gestaltet war. Man kann aber davon ausgehen, denn der Text baut in seiner dramaturgischen Komposition auf die Klimax des Zweikampfes hin aus. Durch die psychologische Gestaltung des Wortwechsels zwischen Vater und Sohn, Hildebrands Zwiespalt zwischen dem väterlichen Versuch der Zuwendung und Annäherung und der beibehaltenden Wahrung seiner Ehre und selbstverständlichen Position als Krieger spitzt sich die Tragik der Handlung zu. Zeugnis davon gibt das sogenannte „Hildebrands Sterbelied“ in der altnordischen Fornaldarsaga Ásmundar saga kappabana aus dem 13. Jahrhundert. Das Sterbelied ist ein fragmentarisch erhaltenes Lied im eddischen Stil innerhalb des Prosatextes der Saga.
Im deutschen Jüngeren Hildebrandslied siegt ebenfalls der Vater, aber die beiden erkennen einander rechtzeitig. Dieser Text ist deutlich hochmittelalterlich geprägt, indem der Zweikampf vom Wesen her die Form des ritterlichen Turniers zeigt, in der Ausprägung eines quasi sportlichen Wettkampfes. Eine spätere Variante (in Deutschland erst in Handschriften zwischen dem 15. und 17. Jahrhundert erhalten) bietet allerdings eine versöhnliche Variante an: Mitten im Kampf wenden sich die Streitenden voneinander ab, der Sohn erkennt den Vater, und sie schließen sich in die Arme. Diese Version endet mit einem Kuss des Vaters auf die Stirn des Sohnes und den Worten: „Gott sei Dank, wir sind beide gesund.“ Schon im 13. Jahrhundert ist diese versöhnliche Variante aus Deutschland nach Skandinavien gelangt und ist dort in der Thidrekssaga eingeflossen (älteste erhaltene Handschrift schon um 1280), einer thematischen Übertragung deutscher Sagen aus dem Kreis um Dietrich von Bern.
Auch der irische Held Cú Chulainn tötet seinen Sohn Connla (Cú Chulainn), ohne ihn zu erkennen, im Zweikampf.

## Rezeptionsgeschichte
Der Stoff von Rostam und Sohrab ist einer der bekanntesten Erzählungen im persischsprachigen Raum. Friedrich Rückert hat diese Geschichte in einer weithin gelobten Nachdichtung erstmals 1838 veröffentlicht und damit einem größeren deutschen Leserkreis zugänglich gemacht. Für Rückert bildete die Geschichte von Rostam und Sohrab offensichtlich den Einstieg in eine geplante Schahname-Übersetzung. Zeit seines Lebens arbeitete Rückert an dieser Übersetzung, die er dann allerdings nicht fertigstellen konnte.
Loris Tjeknavorian, ein armenischer Komponist, der bei Carl Orff studierte, hat eine Oper mit dem Titel „Rostam und Sohrab“ geschrieben. Behrouz Gharibpour, ein bekannter iranischer Regisseur, hat die Oper von Tjeknavorian zu einem Puppenspiel mit Musik verarbeitet.

### Verfilmungen
- 1972: Die Schlacht im Tal der weißen Tulpen[1] (tadschikisch Рустам ва Сӯҳроб, Rustam wa Suhrob, Tadschikfilm)